# 赫米蒂奇峰
赫米蒂奇峰（英語：Hermitage Peak），是南極洲的山峰，位於阿蒙森海岸，處於烏比克山以北7公里，屬於測量員山脈的一部分，海拔高度750米，由新西蘭探險隊命名，現時由南極條約體系管理。